# Jerónimo Cucalón
Jerónimo Cucalón (Valencia, 1571; Valencia, 1647) fue un importante jurista dominico español.
Vistió el hábito de Santo Domingo en el convento de predicadores de su ciudad natal. Fue catedrático de teología en aquel convento por espacio de veintiocho años, En 1611 fundó en Segorbe (Valencia) un convento de su Orden y, dejando en él por prior al maestro Francisco Diago, se reintegró a su convento de Valencia, donde falleció el 25 de diciembre de 1647.

## Obras
- Aprobación junto con Fr.  Vicente Noguera y Fr.  Juan Bertrán, Zaragoza, 19 de abril de 1636 en: Arbúes, L. V. (1647). Discurso y verdadera inteligencia del Fuero de Aragón llamado del nueve por ciento.... Biblioteca Virtual de Derecho Aragonés. Zaragoza.
- Aprobación. Valencia, 10 de septiembre de 1608: Roca, B. (1608). Vida de San Luis. Valencia. Prels.
- Censura. En: Diago, F. (1601). Historia del B. S. Raymundo de Peñafort. Prls. Barcelona.
- De justificatione, de bonitate, el malitia humanorum actuum, de peccatis, de gratia et de fideo De Incarnatione Verbi Divini, de matrimonio, de Eucharistia, de sacrificio Missae et de Penitentia. Ms. 2 vols. Se conservaba, según Ximeno, en el convento de dominicos de Valencia.
- Lecturae Scholasticae. Tomus secundus. Ms. Valencia, Biblioteca Universitaria. 724 hs.
- Sermón en las fiestas de Valencia a la beatificación de Santo Thomas de Villanueva. Valencia: Felipe Mey. 1620.
- Sermón. En: Martínez de la Vega, J. (1620). Solemnes i grandiosas fiestas... Valencia. pp. 289-307.